# Élisa Bonaparte
Marie-Anne-Élisa Bonaparte eredeti olasz nevén Maria Anna Elisa Buonaparte (Ajaccio, 1777. január 3. – Villa Vicentina, 1820. augusztus 7.); Bonaparte Napóleon életben maradt húgai közül a legidősebb.

## Élete
1797. május 1-jén férjhez ment Félix Baciocchihoz, egy korzikai nemesi família tagjához. Napóleon császár 1805 márciusában neki adományozza a Piombinói Hercegséget, 1809 márciusában pedig megtette toszkánai nagyhercegnőnek. Büszkesége és tehetsége révén komoly befolyást gyakorolt az államügyek és általában az itáliai események alakulására. Napóleonnal való kapcsolatában gyakoriak voltak a feszültségek, 1813–1814-ben Joachim Murat ügyeit is támogatta. Bátyjának bukása után visszavonult és Compignano grófnő álnéven először Bolognában, majd Trieszt melletti Sant’Andreában telepedett le.